# General Hospital
General Hospital (familiarmente abbreviata GH) è una soap opera statunitense creata da Frank e Doris Hursley e trasmessa per la prima volta sulla ABC, rete che la manda ancora in onda, il 1º aprile 1963.
Le puntate erano replicate, nella fascia notturna, sul canale tematico SOAPnet, dal 2000 al 2013. La ABC, per risollevare gli ascolti e continuare a produrre l'unica soap del canale, dal 10 settembre 2012 ha spostato l'orario di messa in onda della serie dalle 12:00 alle 14:00.
In Italia la soap è stata trasmessa, per la prima volta, il 5 aprile 1982 su Italia 1 con il titolo Avventure e amori a Port Charles. Nel settembre dello stesso anno è stata trasferita su Canale 5 con il titolo originale, per poi passare su Rete 4 nell'autunno 1989, fino alla cancellazione dai palinsesti italiani, avvenuta il 26 giugno del 1993. In Italia sono andati in onda gli episodi delle stagioni che vanno dal 1979 al 1988 (ovvero il periodo in cui General Hospital fu la soap opera più seguita degli Stati Uniti d'America).
La soap opera ha dato vita, inoltre, a due spin-off: Port Charles, trasmesso quotidianamente dal 1997 fino al 2003 e General Hospital: Night Shift, che è andato in onda sul canale tematico SOAPnet in prima serata nel biennio 2007-2008.
Con la cancellazione, nel settembre 2009, di Sentieri sulla CBS e di Così gira il mondo nel settembre 2010 sempre sulla stessa emittente, General Hospital è diventata la soap opera statunitense più longeva ancora in onda, nonché la terza al mondo preceduta dalle britanniche The Archers, trasmessa in radio dalla BBC dal 1951, e Coronation Street, trasmessa su ITV dal 1960.

## Primati
General Hospital ha al suo attivo vari primati:
- è la soap opera e contemporaneamente il programma più vecchio della ABC (per questo motivo è entrata anche nel Guinness dei Primati);
- ha dato inizio a quel fenomeno culturale conosciuto oggi come supercouples,[cosa è?] grazie alle avventure e disavventure di Luke Spencer e Laura Webber (tra la fine degli anni settanta ed i primi anni ottanta), comunemente chiamati L&L o LnL;
- ha stabilito il record di ascolto del day-time televisivo statunitense, con 30 milioni di telespettatori all'attivo per i due episodi del matrimonio tra Luke e Laura (trasmessi il 16 e 17 novembre 1981);
- è la soap opera che ha vinto più Premi Emmy come Migliore serie drammatica per il daytime (15 statuette);
- è l'unica soap opera statunitense ad essere stata trasposta in due remake stranieri: uno inglese, andato in onda sulla ITV tra il 1972 ed il 1979 e ad uno giapponese, iniziato nel 1996 e tuttora in onda sul canale TV Tokyo.

## Trama e caratteristiche

### 1963-1969 - Gli inizi: Steve, Audrey, Jessie e Phil
La trama iniziale di General Hospital ruotava principalmente attorno al Dott. Steve Hardy (John Beradino) e l'infermiera Jessie Brewer (Emily McLaughlin), sua amica. Le loro storie si ambientavano soprattutto al General Hospital di un luogo rimasto sconosciuto fino agli anni settanta, quando fu menzionato per la prima volta il suo nome, Port Charles, immaginaria cittadina situata nello stato di New York.
Il Dott. Hardy era il responsabile del reparto di Medicina Interna e aveva dedicato l'intera vita alla sua professione, sempre assistito dalla sua fedele amica Jessie. L'infermiera all'inizio era spesso protagonista delle puntate del serial a causa dei suoi problemi matrimoniali con il suo giovane marito, Dott. Phil Brewer (Roy Thinnes ed in seguito Martin West), problemi dovuti soprattutto (nel corso degli anni) alle scappatelle di quest'ultimo. La coppia fu spesso al centro di costanti separazioni e riconciliazioni fino al 1975, anno dell'assassinio di Phil.
Steve fu invece protagonista di una lunghissima storia d'amore con l'hostess Audrey March (Rachel Ames), sorella della burbera capo-infermiera Lucille March (Lucille Wall), che l'uomo avrebbe sposato per ben tre volte. Anche questa storia fu molto travagliata (anche a causa dell'impossibilità della coppia di avere bambini a causa della sterilità di Steve) ma di fatto, esclusi alcuni periodi di separazione, i due rimarranno legati per tutta la vita.
La storia d'amore tra Steve e Audrey ebbe ripercussioni sul rapporto di amicizia tra lui e Jessie, probabilmente dovute a un mai rivelato innamoramento della donna. Nonostante questo piccolo inconveniente, l'amicizia tra i due sarebbe durata per decenni, fino alla morte di Jessie nel 1991 (a causa della dipartita dell'attrice stessa); Steve Hardy invece morì nel 1996 (anche qui l'uscita di scena del personaggio fu dovuta alla morte del suo interprete).

### 1970-1979 - La crisi e la rinascita

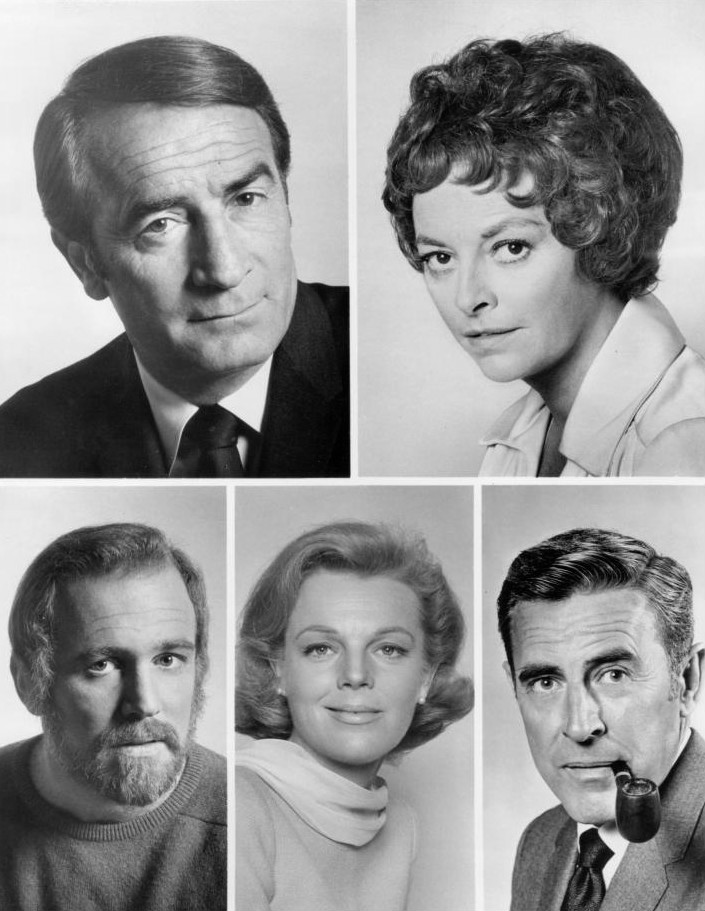
Cast del 1963. In alto: John Beradino, Emily McLaughlin. In fondo, da sinistra: Martin West, Rachel Ames, Peter Hansen.

Durante i suoi primi anni di vita, General Hospital fu una soap poco seguita, almeno fino al 1971, quando, grazie a un colpo di genio degli autori, lo show balzò inaspettatamente al secondo posto dei rating Nielsen del day-time. In quell'anno, infatti, il pubblico americano fu stregato dalla storia di Audrey, accusata di avere ucciso la baby-sitter del suo figlio adottivo. Purtroppo, il successo di pubblico durò una sola stagione, soprattutto a causa delle altre trame proposte in quel periodo, trovate poco rilevanti ed appassionanti se paragonate a quelle della rivale diretta di General Hospital, The Doctors (in onda sulla NBC alla stessa ora) che era allora considerata una soap molto più audace da pubblico e critica.
Nel 1976, il settimanale TIME stroncò inesorabilmente lo show, trovando la recitazione dei suoi interpreti asettica. Il settimanale poi rimproverava ai produttori di realizzare la soap con un budget troppo basso, tanto da ritenerla simile a una produzione da scuola superiore. L'unico punto a favore della serie della ABC era il personaggio della Dott.ssa Lesley Williams Webber, interpretata da Denise Alexander.
Probabilmente proprio per questa ragione, l'attenzione dei produttori e degli sceneggiatori si concentrò sul personaggio di Lesley. Così, si pensò di mettere in scena il tradimento da parte della Dott.ssa Williams con David Hamilton. L'intervento dello scrittore Douglas Marland fu però risolutivo. L'uomo, infatti, riscrisse la sceneggiatura e spinse la donna a respingere le avance di David. Questi, per vendicarsi di Lesley, decise allora di sedurre sua figlia Laura (Genie Francis), di 16 anni. La torbida relazione culminò con l'assassinio dell'uomo da parte di Laura dopo che questa aveva scoperto che David la stava usando solo per poter riconquistare la madre.
Questa storia incontrò il favore del pubblico e Laura divenne uno dei personaggi centrali della soap. Così, in seguito Laura fu inserita in un triangolo amoroso con Scott Baldwin (Kin Shriner) e Roberta Bobbie Spencer (Jacklyn Zeman), altra storia che ebbe molto successo. Il triangolo Scott-Laura-Bobbie fu però ben presto offuscato da una nuova story-line dal successo tanto grande quanto inaspettato: l'incontro di Laura con il fratello della rivale Bobbie, Luke (Anthony Geary). Fu infatti Bobbie a chiedere a suo fratello di corteggiare la sua rivale, in modo da poterla allontanare da Scott e Luke così fece, assumendola anche come barista della sua discoteca nel campus universitario di Port Charles; ma se Laura (almeno all'inizio) non cedette alle avances dell'uomo, essendo innamorata di Scott, Luke, che stava corteggiando Laura solo per fare un favore alla sorella, finì per innamorarsene davvero, dando così il via a quella che sarebbe stata la storia d'amore più famosa, passionale e tormentata di questa soap opera.
Nel 1978, la ABC diede a General Hospital altri 6 mesi di tempo per poter (ri) conquistare delle posizioni nella classifica Nielsen e pensò di "arruolare" Gloria Monty, produttrice di spessore che aveva diretto per molti anni un'altra soap di successo, The Secret Storm (inedita in Italia). Grazie al suo intervento, insieme a quello di Douglas Marland (che ebbe il merito di creare due nuove famiglie, i Quatermaine e gli Spencer) e Pat Falken Smith, nel 1979 General Hospital arrivò al primo posto della classifica Nielsen superando la soap La valle dei pini (sempre della ABC) e vi rimase fino al 1988 (anno in cui venne superata dalla soap opera della CBS, Febbre d'amore).
La Monty rimase alla produzione della soap fino al 1987 e vi tornò per poco tempo nel biennio 1991-92.

### 1980-1989 - Il grande successo: Luke e Laura, supercouples e spy story
Quella formata da Luke Spencer e Laura Webber è diventata, nel corso degli anni, la coppia più popolare di questo genere di serial. I due episodi del 16 e 17 novembre 1981, in cui finalmente i due personaggi si unirono in matrimonio furono visti da ben 30 milioni di telespettatori, diventando così gli episodi più visti nella storia delle soap opera e segnando il record d'ascolto, ancora oggi imbattuto, del daytime televisivo statunitense.
La coppia era talmente popolare che Elizabeth Taylor, fan della soap, contattò i produttori per poter partecipare ad alcuni episodi dello show. L'attrice fu accontentata e le fu affidato il ruolo di Helena Cassadine, vendicativa e perfida matriarca, nemesi di Luke e Laura (responsabili della morte del marito Mikkos). Per l'occasione, la Taylor, insieme agli interpreti di Luke e Laura, fu ritratta sulla copertina del People (in seguito al successo ottenuto, la Taylor sarà contattata e prenderà parte anche ad alcuni episodi de La valle dei pini).
La relazione tra i due comunque non fu esente da controversie, soprattutto perché nel 1979 Luke aveva violentato Laura (all'epoca ancora sposata con Scott Baldwin) nella sua discoteca. La ragazza rimase traumatizzata dall'accaduto e iniziò delle sedute di psicoanalisi. Ma la popolarità di Luke diventava sempre più grande tanto da spingere gli sceneggiatori a cambiare le carte in tavola: Laura confessò quindi che quello che era accaduto non fu una violenza carnale ma pura e semplice seduzione. Il fatto non fu comunque archiviato: nel 1998, infatti, Laura ammise a se stessa che vent'anni prima Luke l'aveva effettivamente violentata.
La storia d'amore di Luke e Laura dovette affrontare difficoltà di ogni genere: dapprima l'ex marito di Laura, Scott Baldwin, che farà di tutto per poter distruggere la coppia e riconquistare l'ex moglie, (l'uomo arrivò addirittura a presentarsi al matrimonio dei due dove ebbe un violento scontro fisico con Luke). Anche dopo il matrimonio la vita per i due non sarà affatto facile: Laura verrà infatti rapita durante la luna di miele da Stavros Cassadine (dal quale avrà pure un figlio, Nikolas, mentre si trovava in cattività, anche se per molto tempo le verrà fatto credere che il bambino fosse morto dopo il parto) e verrà creduta morta da tutti e solo dopo molto tempo Luke riuscirà a ricongiungersi all'amata, salvandola e riportandola a Port Charles.
Nel 1984, dopo tante peripezie e vicissitudini, Luke e Laura, finalmente sereni, decisero di lasciare Port Charles per fare un lungo viaggio intorno al mondo, salvo ritornare brevemente nella cittadina per il Natale dello stesso anno in cui Laura rivelò di aspettare un figlio da Luke.
Il grande successo di pubblico ottenuto da L&L (così venne soprannominata popolarmente la coppia) spinse General Hospital (e tutte le altre soap opera statunitensi) ad emulare la formula. Così dopo la partenza di Luke e Laura, a Port Charles videro la luce altre coppie famose, anch'esse dalle storie passionali e tormentate: Robert Scorpio (Tristan Rogers) e Holly Sutton (Emma Samms); Duke Lavery (Ian Buchanan) e Anna Devane (Finola Hughes); Frisco Jones (Jack Wagner) e Felicia Cummings (Kristina Crump): questi ultimi due attori diverranno una coppia anche nella realtà: i due infatti si sono sposati nel 1993 ed hanno avuto una bambina ma hanno poi divorziato nel 1996 anche se, pure dopo il divorzio, l'attrice ha continuato ad utilizzare il cognome dell'ex marito.
Nell'agosto del 1981, Pat Falken Smith e il suo team di sceneggiatori abbandonarono la soap dopo ripetute lotte con Gloria Monty. "Gloria è un genio a capo di operazioni alla Gestapo" confidò lo scrittore al People.
Durante quell'estate, la soap raccoglieva una media di 14 milioni di spettatori ed era seguita in ugual modo sia dal pubblico femminile che da quello maschile, quest'ultimo in genere refrattario alle soap opera (fino ad allora l'unica soap che era riuscita a conquistare il pubblico degli uomini era stata l'atipica Ai confini della notte). Un successo così trasversale era dovuto soprattutto a un cambiamento di rotta nelle storie che si delineavano sullo schermo. Lo show infatti più che ad un teleromanzo assomigliava sempre più ad una spy-story, riscontrando così il favore di un vasto pubblico. L'arrivo a Port Charles nel 1979 dell'agente della CIA Robert Scorpio condusse infatti anche a svariate trame gialle caratterizzate da formule segrete, omicidi, tesori nascosti e diabolici piani per dominare il mondo, che vedevano protagoniste le varie supercouples della soap opera.
Naturalmente, alcune di queste rasentavano il ridicolo: nell'estate 1981, per esempio, Luke e Laura, assieme a Robert, furono impegnati a salvare Port Charles dalle grinfie di Mikkos Cassadine, folle miliardario greco, che tramite un macchinario di sua invenzione (La principessa del ghiaccio), voleva surgelare la città ed il mondo intero; ma il massimo del surreale si toccò tra il 1989 ed il 1990, quando il personaggio di Robin Scorpio (figlia di Robert e Anna Devane) divenne amica di Casey Rogers, un alieno dalle sembianze umane, proveniente dal lontano pianeta Lumina.

### 1990-1999 - Anni di transizione
All'inizio del 1991, la ABC richiamò Gloria Monty alla produzione di General Hospital con l'intento far tornare la soap al primo posto dei rating Nielsen, ma il suo ritorno fu molto criticato. La donna cercò in tutti i modi di far tornare nello show Anthony Geary, che però si disse non disponibile ad interpretare di nuovo Luke Spencer senza la presenza del personaggio di Laura Webber (in quanto la sua interprete, Genie Francis, era all'epoca sotto contratto con l'altro serial quotidiano della ABC, La valle dei pini, e dunque non poteva riprendere il ruolo). La Monty allora propose all'attore di tornare con un nuovo ruolo: l'uomo accettò e per lui fu creato un nuovo personaggio, Bill Eckert, cugino di Luke a lui incredibilmente somigliante. Una nuova famiglia, quindi, arrivò a Port Charles: gli Eckert. Famiglia piccolo-borghese, i suoi componenti furono protagonisti quasi costantemente di 4 puntate su 5 alla settimana e furono messi in contrapposizione con i ricchi Quatermaine (pare infatti che la Monty volesse eliminare quest'ultima famiglia dalla soap). Queste mosse non furono ben accolte dal pubblico e con esse anche il licenziamento di Jennifer Guthrie (interprete di Dawn Winthrop) e l'arrivo alla soap della sorella della produttrice, Norma Monty come nuova capo-sceneggiatrice. Lo show cominciò a perdere sempre più spettatori, evento che combinato al rifiuto di alcuni attori come Tristan Rogers (Robert Scorpio) di lavorare ancora con la donna, spinse la ABC a licenziarla assieme alla sorella Norma.
Gli anni novanta furono anni di transizione per la soap. Le spy story che l'avevano caratterizzata per tutti gli anni ottanta e che ne avevano fatto un successo cominciavano ad annoiare il pubblico. In più, durante il decennio, lo show perse personaggi importanti come Robert Scorpio e Anna Devane ed il ritorno di Anthony Geary nel ruolo di Bill Eckert non fu ben accolto. Così quando nel 1993 Genie Francis poté finalmente anche lei tornare a General Hospital nel ruolo di Laura, gli sceneggiatori decisero di ridare a Geary il ruolo di Luke, facendo morire il cugino Bill, mossa che comportò così la dipartita di tutta la famiglia Eckert (mai apprezzata dal pubblico) da Port Charles. Alla coppia storica del serial appena ritornata in scena si aggiunse il loro figlio di 10 anni, Lucky (Jonathan Jackson). L'anno dopo, Anthony Geary e Genie Francis furono chiamati a interpretare i ruoli di Luke e Laura in un episodio della sit-com Pappa e ciccia, la cui protagonista, Roseanne (Annarosa per noi italiani), era una grande fan della soap. In cambio, Roseanne Barr (interprete di Roseanne) fece una sua apparizione in General Hospital nel ruolo di Jennifer Smith, ex amante di Luke e figlia del boss mafioso Frank Smith.
Nel 1998 tornò in scena anche la perfida Helena Cassadine (che era già riapparsa brevemente per una sola puntata nel 1996 impersonata da Dimitra Arliss, ora però ritornata come personaggio fisso ed interpretata da una nuova attrice, la veterana di soap opera Constance Towers, famosa in Italia per il ruolo di Clarissa McCandless in Capitol).
Gli anni novanta furono anche anni di successo critico per la soap opera, grazie allo sforzo di Wendy Riche (produttrice esecutiva succeduta a Gloria Monty) e della nuova capo-sceneggiatrice Claire Labine e del suo team.
Durante tutto il decennio, furono affrontati temi sociali che ebbero però un impatto negativo sul pubblico. Fra il 1995 e il 1996, si affrontò il tema del trapianto di cuore in una delle storie più tragiche dello show: la figlia di 8 anni di Tony Jones e Bobbie Spencer perse la vita in un incidente automobilistico e i genitori donarono il suo cuore alla sua cuginetta Maxis Jones, quasi in punto di morte. Poco più tardi, la Dott.ssa Monica Quatermaine iniziò una lunga battaglia contro il cancro al seno, evento che spinse la donna ad adottare Emily Bowen, che aveva perso la madre proprio per lo stesso male.
Nello stesso biennio fu messa in scena una bellissima quanto tragica storia d'amore tra gli adolescenti Stone Cates (Michael Sutton) e Robin Scorpio (Kimberly McCullough). Dopo una lunga battaglia durata quasi un anno, nel 1995, Stone moriva di AIDS all'età di 19 anni, mentre la diciassettenne Robin dovette affrontare il terribile dubbio di essere stata contagiata. La storia di Stone e Robin portò molti benefici allo show, soprattutto nella figura dei due attori che furono candidati al Premio Emmy come "migliori attori non protagonisti" e facendolo vincere alla McCoullough.
Durante il 1995 e il 1996, General Hospital perse più di un milione di spettatori. Sebbene tutte le soap statunitensi in quel periodo stessero subendo una flessione negli ascolti, la perdita di pubblico per il serial della ABC fu subito chiara: era sicuramente dovuta alle oscure storie che erano state messe in scena in quella stagione (BJ, Monica e Stone). Per questo motivo, gli sceneggiatori rinunciarono all'idea di far ammalare di Alzheimer il personaggio di Audrey Hardy.
Nonostante la perdita di spettatori, comunque, General Hospital continuava a piacere e il tanto rumoreggiato spin-off, Port Charles, vide finalmente la luce nel 1997.
Fra il 1993 e il 1997, General Hospital mise in scena quella che viene considerata l'ultima supercouple di successo (in termini di popolarità) per questa soap opera: Sonny Corinthos (Maurice Benard) e Brenda Barrett (Vanessa Marcil). La passione e la sofferenza che legavano i due tennero gli spettatori incollati allo schermo come ai tempi di Luke e Laura. Quando poi, in seguito, Brenda iniziò una relazione anche con Jasper Jax Jacks (Ingo Rademacher, in seguito entrato nel cast della soap Beautiful nel ruolo di Thorne Forrester), si venne a creare uno dei triangoli più intriganti nella storia della soap. Nel 1998, Vanessa Marcil, avendo ottenuto un ruolo nella celebre serie di prima serata Beverly Hills 90210, lasciò General Hospital sferrando un duro colpo al team creativo del serial.
L'ultimo evento importante del decennio ebbe luogo nel 1998, quando gli sceneggiatori decisero di ritornare sulla violenza carnale che Laura aveva subito da parte di Luke vent'anni prima e metterla in relazione a loro figlio, Lucky. Fu il suo fratellastro, Nikolas Cassadine (Tyler Christopher), a svelare a Lucky questa verità. Lo shock spinse il ragazzo a non volere più rapporti con i suoi genitori. In questa incresciosa circostanza, nacque l'ultima grande storia d'amore degli anni novanta, quella tra Lucky ed Elizabeth Webber (Rebecca Herbst). Lucky trovò Elizabeth quasi esanime in un parco, malmenata e piena di lividi, anche lei vittima di violenza carnale. Quella che all'inizio era solo una tenera amicizia si trasformò così in vero e proprio amore. L'intreccio fu un vero successo. Così, Jonathan Jackson, Anthony Geary, il team di sceneggiatori e dei registi, nonché la soap stessa ricevettero una nomination al Premio Emmy. Il monologo di nove minuti in cui Luke rivelava a suo figlio la verità sugli eventi di venti anni prima è considerato oggi una delle scene più importanti nella storia di questo genere televisivo.

### 2000-presente - Il nuovo millennio
Anche il primo decennio del nuovo millennio è caratterizzato da grandi cambiamenti. Wendy Riche lascia la soap dopo nove anni e viene sostituita da Jill Faren Phelps. Già durante i suoi primi mesi al serial, vengono sviluppate molte trame oscure e violente in quanto la maggioranza di queste riguardano la famiglia Corinthos (entrata in scena negli anni novanta) e di conseguenza sono legate alla mafia, forse per sfruttare la scia del successo che in quel periodo stava avendo la serie TV della HBO di prima serata I Soprano, ma, invece, tale scelta causa molte reazioni negative nel pubblico abituale della soap.
In più, nel corso del decennio molti attori storici vengono estromessi dalla soap: Rachel Ames, interprete di Audrey March Hardy sin dal 1964, viene relegata nel cast ricorrente nel 2002, per poi uscire di scena definitivamente nel 2007 (salvo poi ritornare nel 2009 e in occasione del 50º anniversario della soap nel 2013); Anna Lee (Lila Quatermaine) viene licenziata dopo 25 anni (e i fan riterranno lo show responsabile della sua morte che avverrà dopo qualche mese); Kin Shriner (Scott Baldwin), presente in General Hospital dal 1977, anche se a periodi alterni, viene messo alla porta nel 2003. Attrici come Kristina Wagner e Jacklyn Zeman (rispettivamente Felicia Jones e Bobbie Spencer), che sono state protagoniste negli anni di molte storie di successo e ancora molto popolari tra il pubblico, vengono declassate a personaggi ricorrenti e mostrate molto raramente tanto che la Wagner nel 2005 lascerà lo show per disaccordi con la produzione e nel 2010 anche la Zeman abbandona la soap dopo 33 anni.

Logo dell'emittente che trasmette la soap

Per far fronte a ciò, a partire dal 2004, General Hospital mette in scena ogni anno - a novembre e a febbraio - un intrigo "speciale" in cui viene coinvolta la maggioranza dei personaggi e che si risolve nel giro di una settimana. Il primo di questi "eventi" è stato un incendio al Port Charles Hotel mentre il secondo ha messo in scena un serial killer mascherato che prende in ostaggio molti personaggi nella mansione dei Quatermaine. Quest'ultimo intrigo è stato in realtà messo in relazione ad un'altra storia di cui è protagonista Nikolas Cassadine. Questi, vittima di un incidente stradale, perde la memoria e lascia l'ospedale dove era ricoverato. Vagando per la città, si ferma a casa di Mary Bishop, appena rimasta vedova. La donna, emotivamente fragile, approfitta dell'amnesia dell'uomo e gli fa credere che lui sia suo marito. I due rimarranno insieme per molti mesi fino a quando Emily scopre che Nikolas è vivo e, ritrovatolo, gli rivela la verità. Messa alle strette, Mary indosserà una maschera e proverà a uccidere Emily mentre è dai Quatermaine. Emily riesce a scamparla ma Mary ucciderà Sage Alcazar e Trent. In un confronto a tre tra Emily, Mary e Nikolas, quest'ultimo sparerà all'assassina. Sebbene la ferita non risulti fatale, la donna morirà più tardi al General Hospital, dove Lorenzo Alcazar, zio di Sage, si vendicherà della donna, non medicandola come dovuto.
Nel 2005, dopo ulteriori aggiustamenti nel cast, gli sceneggiatori mettono di nuovo in scena il trapianto di cuore che Maxie aveva subito da piccola, ma la storia non trova riscontro nel pubblico, soprattutto perché le attrici protagoniste - la Wagner e Robyn Richards - sono state sostituite, scontentando i fan. Questi rimpiazzi, nonché ulteriori storie drammatiche (Emily è vittima di una violenza carnale da parte di Connor, mentre Michael Corinthos uccide suo padre) fanno perdere allo show ulteriori spettatori. Nell'evento speciale di novembre, buona parte del cast si ritrova coinvolta in un incidente ferroviario. In questo intrigo, solo Reese Marshall (Kari Wührer) rimane uccisa. Sebbene il personaggio della Wührer fosse abbastanza nuovo (Reese aveva fatto la sua comparsa a Port Charles a febbraio di quello stesso anno), gli sceneggiatori decidono di estrometterlo dalla soap a causa del fallimento dell'intrigo che vedeva la donna in una doppia relazione con Sonny Corinthos ed il suo fratellastro Ric Lansing (Rick Hearst). In realtà, più tardi, l'attrice farà causa alla soap per discriminazione, affermando che la vera ragione del suo improvviso licenziamento è da imputare alla sua gravidanza.
Il 22 giugno 2022 è andata in onda la puntata numero 15 000.
Il 1º aprile 2023 la soap ha tagliato il traguardo di 60 anni di messa in onda.

## Messe in onda internazionali
- Uscita negli  USA: 1º aprile 1963-in onda
- Uscita in  Italia: 6 aprile 1982-26 giugno 1993 (episodi USA dal 1979 al 1988) con sigla musicata da Augusto Martelli

## Personaggi e interpreti

### Personaggi principali attuali
- Trina Robinson (2017-in corso), interpretata da Tabyana Ali e in precedenza da Tiana Le e da Sydney Mikayla.
- Marco Rios (2025-in corso), interpretato da Adrian Anchondo.
- Kai Taylor (2024-in corso), interpretato da Jens Austin Astrup.
- Sonny Corinthos (1993-in corso), interpretato da Maurice Benard.
- Emma Drake (2008-2018, 2020, 2023-in corso), interpretata da Braedyn Bruner ed in precedenza da Ruby & Rose Romero, da Alyssa Shafer, da Gianna & Jessie Salvatierra, da Francesca Cistone e da Brooklyn Rae Silzer.
- Jason Morgan (1981-1986, 1991-2012, 2017-2021, 2024-in corso), interpretato da Steve Burton e in precedenza da Quinn Carlson, Bryan Beck, e da Billy Miller.
- Tracy Quartermaine (1978-1980, 1989-1993, 1996, 2003-2017, 2019-in corso), interpretata da Jane Elliot ed in precedenza da Christine Jones.
- Laura Collins (1974-1984, 1993-2002, 2006, 2008, 2013, 2015-in corso), interpretata da Genie Francis ed in precedenza da Stacey Baldwin.
- Michael Corinthos (1997-in corso), interpretato da Rory Gibson e in precedenza da Dylan e Blake Hopkins, Tiarnan Cunningham, Dylan Cash, Drew Garrett, da Robert Adamson e da Chad Duell.
- Alexis Davis (1996-in corso), interpretata da Nancy Lee Grahn.
- Jordan Ashford  (2014-in corso), interpretata da Tanisha Harper e in precedenza da Vinessa Antoine e da Briana Henry.
- Lulu Spencer (1994-2020, 2023-in corso), interpretata da Alexa Havins e in precedenza da Amanda & Kerrianne Harrington, da Clare & Maribel Moses, da Alisyn & Kelli Griffith, da Stephanie Allen, da Tessa Allen, da Julie Berman e da Marcy Rylan.
- Elizabeth Baldwin (1997-in corso), interpretata da Rebecca Herbst.
- Anna Devane (1985-1992, 1995, 2006-2008, 2012-in corso), interpretata da Finola Hughes.
- Portia Robinson (2020-in corso), interpretata da Brook Kerr.
- Willow Tait (2018-in corso), interpretata da Katelyn MacMullen.
- Kristina Davis (2002-2013, 2015-in corso), interpretata da Kate Mansi ed in precedenza da Kara e Shelby Hoffman, Emma e Sarah Smith, Kali Rodriguez, da Lindsey Morgan e da Lexi Ainsworth.
- Drew Cain (2014-2019, 2021-in corso), interpretato da Cameron Mathison e in precedenza da Billy Miller.
- Giovanni Palmieri (2024-in corso), interpretato da Giovanni Mazza.
- Josslyn Jacks (2009-in corso), interpretata da Eden McCoy e in precedenza da McKenna e Karleigh Larson, Sarah Johnson, da Hannah Nordberg e da Courtney Fulk.
- Brook Lynn Quartermaine (1996-2001, 2004-2006, 2010-2011, 2019-in corso), interpretata da Amanda Setton e in precedenza da Brooke Radding, Adrianne León e Briana Lane.
- Maxie Jones (1990-in corso), interpretata da Kirsten Storms e in precedenza da Chelsey e Kahley Cuff, Ashley e Jessica Clark, Elaine e Melanie Silver, Robyn Richards, Danica Stewart, Jen Lilley, Molly Burnett e da Nicole Paggi.
- Harrison Chase (2018-in corso), interpretato da Josh Swickard.
- Britt Westbourne (2012-2014, 2015, 2017-2018, 2020-2023, 2025-in corso), interpretata da Kelly Thiebaud.
- Curtis Ashford (2015-in corso), interpretato da Donnell Turner.
- Molly Lansing (2005-in corso), interpretata da Kristen Vaganos ed in precedenza da Hope e Faith Dever, da Iris e Ivy Kaim, da Haley Pullos, da Holiday Mia Kriegel e da Brooke Anne Smith.
- Felicia Jones (1984-2005, 2007-2008, 2012-in corso), interpretata da Kristina Wagner.
- Nina Reeves (2014-in corso), interpretata da Cynthia Watros e in precedenza da Michelle Stafford.
- Ava Jerome (2013-in corso), interpretata da Maura West.
- Isaiah Gannon (2024-in corso), interpretato da Sawandi Wilson.
- Carly Spencer (1996-in corso), interpretata da Laura Wright e in precedenza da Sarah Brown, Tamara Braun e da Jennifer Bransford.
- Dante Falconeri (2009-in corso), interpretato da Dominic Zamprogna.

### Personaggi ricorrenti attuali
- Damian Spinelli (2006-in corso), interpretato da Bradford Anderson.
- Ezra Boyle (2025-in corso), interpretato da Daniel Cosgrove.
- S. Vaughn (2025-in corso), interpretato da Bryce Durfee.
- Liesl Obrecht (2012-2023, 2025-in corso), interpretata da Kathleen Gati.
- Henry Dalton (2025-in corso), interpretato da Daniel Goddard.
- Lucas Jones (1989-2006, 2014-2021, 2024-in corso), interpretato da Van Hansis ed in precedenza da Nicholas Moody, da Chuckie e Kenny Gravino, da Kevin e Christopher Graves, da Jay Sacane, da Justin Cooper, da Logan O'Brien, da Evan Bonifant, da C.J. Thomason, da Ben Hogestyn, da Matt Trudeau e da Ryan Carnes.
- Ric Lansing (2002-2009, 2014-2016, 2024-in corso), interpretato da Rick Hearst ed in precedenza da Nick Kiriazis.
- Diane Miller (2006-in corso), interpretata da Carolyn Hennesy.
- Lucy Coe (1986-2004, 2012-in corso), interpretata da Lynn Herring.
- Cody Bell (2022-in corso), interpretato da Josh Kelly.
- Martin Grey (2019-in corso), interpretato da Michael E. Knight.
- Ned Quartermaine (1979, 1988-2007, 2012-in corso), interpretato da Wally Kurth e in precedenza da Kurt McKinney.
- Olivia Falconeri (2008-in corso), interpretata da Lisa LoCicero.
- Jack Brennan (2023-in corso), interpretato da Chris McKenna ed in precedenza da Charles Mesure.
- Jenz Sidwell (2024-in corso), interpretato da Carlo Rota.
- Stella Henry (2017-in corso), interpretata da Vernee Watson.
- Mac Scorpio (1991-in corso), interpretato da John J. York.
- Scout Quartermaine (2017-in corso), interpretata da Cosette Abinante e in precedenza da Lori e Sevan Andonian, Palmer e Poe Parker e da Ella Ramacieri.
- Danny Morgan (2012-in corso), interpretato da Asher Antonyzyn e in precedenza da Gage e Gavin, Claire e Juliette, Jaxon e Jakob Kring, Caden e Corben Rothweiler, Braiden e Dylan Kazowski, T.K. Weaver, da Porter Fasullo e da Zakary Risinger.
- Rocco Falconeri (2013-2019, 2021-in corso), interpretato da Finn Francis Carr e in precedenza da Nolan e Michael Webb, Diego e Mateo, Liam e Oliver Friedy, Charles e Ethan Losie, Mason Tannous e da O'Neill Monahan.
- Daisy Gilmore-Corinthos (2025-in corso), interpretata da Levi Clark Coughlin.
- Ace Cassadine (2023-in corso), interpretata da Jay & Joey Clay.
- Charlotte Cassadine (2016-in corso), interpretata da Scarlett Fernandez e in precedenza da Amelie McLain e da AnaSofia Bianchi.
- Georgie Spinelli (2013-2015, 2017-in corso), interpretata da Lily Fisher e in precedenza da Elle and Eve Tanz, Londyn and Teagan e da Harper Rose Barash.
- James West (2018-in corso), interpretato da Gary James Fuller e in precedenza da Sally Brown, Beau & Jet Marciano, da Caleb & Kyler Ends e da Owen e Curtis Rufca.
- Amelia Corinthos (2023-in corso), interpretata da Sequoia & Serenity Mork Macko e in precedenza da Owen & Nathan Ford, Bo Harrison, da Siobhan e da Islay & Paisley Kerr.
- Bailey Jones (2021-in corso), interpretata da Miley e Riley Plonski e in precedenza da Capri e Teddy, Harper e Scarlett Bloom, da Odell-Diaz Twins, da London e Jett Prinzo-Berendt e da Lincoln & Teddy Sykes.
- Avery Corinthos (2014-in corso), interpretata da Ava e Grace Scarola e in precedenza da Harper e Presley Carlson.
- Donna Corinthos (2019-in corso), interpretata da Scarlett Spears e in precedenza da William & Steven Tovey, Ella & Emma Hulen, Ava Avendano e da Arya & Ayla Dormiani.
- Wiley Cooper-Jones (2018-in corso), interpretato da Viron Weaver e in precedenza da Eric e Theodore Olson e da Caleb e Kyler Ends.
- Deanna Sirtis (2016-in corso), interpretata da Dioni Michelle Collins.
- Justine Turner (2024-in corso), interpretata da Nazneen Contractor.
- Amy Driscoll (2016-in corso), interpretata da Risa Dorken.
- Haven de Havilland (2022-in corso), interpretata da Morgan Fairchild.
- Frida Navarro (2019-in corso), interpretata da Christina Ferraro.
- Yuri (2021-in corso), interpretato da Cyrus Hobbi.
- Quinn (2024-in corso), interpretato da Jequan Jackson.
- Terry Randolph (2018-in corso), interpretato da Cassandra James.
- N'neka Garland (2021-in corso), interpretata da Arlondriah Lenyea.
- Colette Moreau (2024-in corso), interpretata da Mercedes Lopez Renard.
- Madison (2024-in corso), interpretata da Virginia Ma.
- Andy Park (2015-2020, 2022-in corso), interpretato da Jonathan Ohye.
- Trish (2019-in corso), interpretata da Trish Ramish.
- Suzanne (2025-in corso), interpretata da Jen Ray.
- Brick (2016-in corso), interpretato da Stephen A. Smith.

### Personaggi usciti di scena
- Steve Hardy (1963-1996, 2015), interpretato da Jason Thompson e in precedenza da John Beradino.
- Jessie Brewer (1963-1991, 2015), interpretata da Rebecca Herbst e in precedenza da Emily McLaughlin.
- Audrey Hardy (1964-2007, 2009, 2013, 2015), interpretata da Rachel Ames e in precedenza da Maura McGiveney e da Barbara Stuart.
- Jeff Webber (1976-1981, 2022), interpretato da William R. Moses e in precedenza da Richard Dean Anderson.
- Rick Webber (1976-1986, 2002, 2013), interpretato da Chris Robinson e in precedenza da Michael Gregory.
- Terri Arnett (1976-1977), interpretata da Bobbi Jordan.
- Tom Hardy (1971-1974, 1977-1982, 1987-1993, 1995-1997), interpretato da Matthew Ashford ed in precedenza da Christine Cahill, da David Comfort, da Bradley Green, da David Walker e da David Wallace.
- Steve Webber (1977-1981, 2004-2005, 2009-2013, 2024), interpretato da Scott Reeves ed in precedenza da Robert Beitzel, da Martin Hewitt e da Shaun Benson.
- Sarah Webber (1997-1998, 2002), interpretata da Sarah Laine ed in precedenza da Jennifer Sky.
- Heather Webber (1976-1983, 2004, 2012-2016, 2022-2024), interpretata da Alley Mills e in precedenza da Georganne LaPiere, Mary O'Brien e da Robin Mattson.
- Hayden Barnes (2015-2017, 2019), interpretata da Rebecca Budig.
- Cameron Webber (2004-2024), interpretato da William Lipton e in precedenza da Ashwyn Bagga, Braden Walkes, Michael Leone, Anthony Saliba e da Cade McWatt.
- Jake Webber (2007-2011, 2015-2019, 2021-in corso), interpretato da Hudson West e in precedenza da Landon e Trey, Amanda, Miranda, e Maryssa Jones, Edward e James Nigbor e da James Nigbor.
- Aiden Webber (2010-2013, 2015-2025), interpretato da Colin Cassidy e in precedenza da Adrian e Brett Ritter, Maximo e Finbar, Titus Jackson, da Jason David, da Enzo De Angelis e da Tristan Riggs.
- Tommy Hardy (1989-1997), interpretato da Zachary Ellington Jr. ed in precedenza da Catherine e Noelle Paige e da Christian Michel e Jean-Paul Rene Piette.
- Mike Webber (1980-1986), interpretato da David Mendenhall.
- Tom Baldwin (1966-1972, 1976-1977), interpretato da Don Chastain ed in precedenza da Paul Savior.
- Lee Baldwin (1963-1986, 1992-2004), interpretato da Peter Hansen ed in precedenza da Ross Elliott.
- Scott Baldwin (1965-1966, 1969-1975, 1977-1983, 1987-1993, 1997-2004, 2007-2008, 2013-2024), interpretato da Kin Shriner e in precedenza da Johnny Whitaker, Teddy Quinn, Tony Camp, Don Clarke e da Johnny Jensen.
- Franco Baldwin (2009-2021), interpretato da Roger Howarth ed in precedenza da James Franco.
- Karen Wexler (1992-1994, 1997-2003), interpretata da Marie Wilson ed in precedenza da Cari Shayne e da Jennifer Hammon.
- Logan Hayes (2007-2008), interpretato da Josh Duhon.
- Serena Baldwin (1993-2003, 2017), interpretata da Carly Schroeder.
- Christina Baldwin (1999-2003), interpretata da Kaitlyn Maggio ed in precedenza da Angela e Michele Mora.
- Edward Quartermaine (1978-1989, 1991-2012, 2014, 2019), interpretato da John Ingle ed in precedenza da David Lewis, da Les Tremayne e da Jed Allan.
- Lila Quartermaine (1978-2003, 2012, 2014, 2019), interpretata da Anna Lee ed in precedenza da Meg Wyllie.
- Alan Quartermaine (1977-2008, 2011-2014), interpretato da Stuart Damon.
- Bradley Ward (1994, 1996), interpretato da Aaron Seville.
- Jimmy Lee Holt (1983-1986), interpretato da Steve Bond.
- Monica Quartermaine (1976, 2016-2023), interpretata da Leslie Charleson e in precedenza da Patsy Rahn, da Patty McCormack e da Holly Kaplan.
- Skye Chandler Quartermaine (2001-2008, 2010-2012), interpretata da Robin Christopher ed in precedenza da Antoinette Byron e da Carrie Genzel.
- A.J. Quartermaine (1979-1989, 1991-2003, 2005, 2012-2014), interpretato da Sean Kanan ed in precedenza da Eric Kroh, da Abraham Geary, da Jason Marsden, da Christopher Nelson, da Justin Whalin, da Gerald Hopkins e da Billy Warlock.
- Emily Quartermaine (1995-2001, 2003-2009, 2013-2014), interpretata da Natalia Livingston ed in precedenza da Amber Tamblyn.
- Dawn Winthrop (1989-1991), interpretata da Jennifer Guthrie e in precedenza da Kim Valentine, da Sharon Case e da Lisa Fuller.
- Lila Rae Alcazar (2006-2007, 2012), interpretata da Kayla Madison ed in precedenza da Gianna Maria Crane.
- Oscar Nero Quartermaine (2017-2019), interpretato da Garren Stitt ed in precedenza da Rio Mangini.
- Justus Ward (1994-1998, 2003-2006), interpretato da M'fundo Morrison ed in precedenza da Joseph C. Phillips e da Monti Sharp.
- Faith Ward (1994-1996), interpretata da Faith Collins ed in precedenza da April Weeden-Washington.
- Dillon Quartermaine (1992-1993, 1996-1997, 2003-2007, 2015-2017), interpretato da Robert Palmer Watkins ed in precedenza da Kevin e Michael Jacobson, da Jacob Smith e da Scott Clifton.
- Austin Gatlin-Holt (2021-2023), interpretato da Roger Howarth.
- Jonah Gatlin (1986), interpretato da Scott Curtis.
- Maya Ward (2010-2011), interpretata da Annie Ilonzeh.
- Alex Quartermaine (1980-1981), interpretata da Renee Anderson.
- Herbert Quartermaine (1987), interpretato da Will B. Hunt.
- Quentin Quartermaine (1983-1988), interpretato da Allan Miller ed in precedenza da Alex Sheafe.
- Celia Quartermaine (1983-1986), interpretata da Sherilyn Wolter.
- Leo Quartermaine (2015-2019, 2021-2024), interpretato da Easton Rocket Sweda e in precedenza da Silas e Ezra, Leo e Luca, Pressly James Crosby e da Aaron Bradshaw.
- Chloe Morgan (1999-2001), interpretata da Tava Smiley.
- Mikkos Cassadine (1981, 2021), interpretato da John Colicos.
- Victor Cassadine (1981, 2014, 2020-2023), interpretato da Charles Shaughnessy ed in precedenza da Thaao Penghlis.
- Tony Cassadine (1981), interpretato da Andre Landzaat.
- Stavros Cassadine (1983, 2001-2003, 2013-2014), interpretato da Robert Kelker-Kelly ed in precedenza da John Martinuzzi.
- Stefan Cassadine (1996-2003), interpretato da Stephen Nichols.
- Kristina Cassadine (2001-2003), interpretata da Jaime Ray Newman.
- Irina Cassadine (2011-2012), interpretata da Alyshia Ochse.
- Nikolas Cassadine (1996-2011, 2013-2016, 2019-2024), interpretato da Adam Huss e in precedenza da Tyler Christopher, Coltin Scott, da Nick Stabile e da Marcus Coloma.
- Spencer Cassadine (2006-2011, 2013-2024), interpretato da Nicholas Chavez e in precedenza da Caden e Nicholas Laughlin, Nathan e Spencer Casamassima, Lance Doven, Rami Yousef, Davin Ransom e da Nicolas Bechtel.
- Valentin Cassadine (2016-2025), interpretato da James Patrick Stuart.
- Petros Cassadine (1985), interpretato da John Colicos.
- Dimitri Cassadine (1986), interpretato da Michael Carvin.
- Mike Corbin (1995-2011, 2018-2021), interpretato da Max Gail ed in precedenza da Ron Hale.
- Adela Corinthos (1995, 2003, 2006), interpretata da Iris Almario ed in precedenza da Maria Rangel.
- Courtney Matthews (2001-2006, 2015, 2020), interpretata da Alicia Leigh Willis.
- Gladys Corbin (2019-2023), interpretata da Bonnie Burroughs.
- Brando Corbin (2020-2022), interpretato da Johnny Wactor.
- Tim Spencer (2015), interpretato da Anthony Geary.
- Ruby Anderson (1979-1998), interpretata da Norma Connolly.
- Pat Spencer (2015), interpretata da Dee Wallace.
- Luke Spencer (1978-1984, 1993-2015, 2017), interpretato da Anthony Geary.
- Bobbie Spencer (1977-2010, 2013-2023), interpretata da Jacklyn Zeman.
- Lucky Spencer (1993-2011, 2015, 2024-2025), interpretato da Jonathan Jackson ed in precedenza da Jacob Young, da Greg Vaughan e da Guy Wilson.
- Valerie Spencer (2015-2020), interpretata da Paulina Bugembe ed in precedenza da Brytni Sarpy.
- Robert Scorpio (1980-1992, 1995, 2006, 2008, 2012-2016, 2018-2024), interpretato da Tristan Rogers.
- Holly Sutton (1982-1985, 1992-1993, 2006, 2009, 2012-2013, 2015, 2020, 2022-2024), interpretata da Emma Samms.
- Sasha Gilmore (2018-2025), interpretata da Sofia Mattsson e in precedenza da Helena Mattsson.
- Sam McCall (2003-2024), interpretata da Kelly Monaco e in precedenza da Lindsay Hartley.
- Ethan Lovett (2009-2013, 2015, 2020, 2023), interpretato da James Ryan ed in precedenza da Nathan Parsons.
- B.J. Jones (1986-1994, 2005, 2009, 2024), interpretata da Brighton Hertford ed in precedenza da Marissa Carrera e da Kirsten Storms.
- Marshall Ashford (2021-2024), interpretato da Robert Gossett.
- T.J. Ashford (2012-2024), interpretato da Tajh Bellow ed in precedenza da Krys Meyer e da Tequan Richmond.
- Hamilton Finn (2016-2024), interpretato da Michael Easton.
- Violet Finn (2019-2024), interpretata da Jophielle Love.
- Esme Prince (2021-2024), interpretata da Avery Kristen Pohl.
- Gregory Chase (2018, 2020-2024), interpretato da Gregory Harrison ed in precedenza da James Read.
- Marcus Taggert (1996-2003, 2020-2023), interpretato da Réal Andrews e in precedenza da Mathew St. Patrick e da Asante Jones.
- Adam Wright (2022-2024), interpretato da Joshua Benard.
- Johann Bauer (2022), interpretato da Max Decker.
- Clara (2023), interpretata da Susan Diol.
- Roman Hume (2022-2023), interpretato da Mark Engelhardt.
- Jennifer Arden (2019-2020, 2022), interpretata da Jennifer Field e in precedenza da Anna Zielinski.
- Liesl Obrecht (2012-2023), interpretata da Kathleen Gati.
- Phyllis Caulfield (2020-2023), interpretata da Joyce Guy.
- Tony Robinson (2006-in corso), interpretato da Nathaniel Harris.
- Sterling Robinson (2023), interpretato da Ricco Ross.
- Zeke Robinson (2023), interpretato da Gavin Houston.
- Elise Vance (2023), interpretata da Carly Hughes.
- Grant Smoltz (2022), interpretato da David Lautman.
- Alison Rogers (2022-2024), interpretata da Jacqueline Grace Lopez.
- Frank (2014-2015, 2018, 2021-2022), interpretato da Frank Lyon.
- Eileen Ashby (2021-2023), interpretata da Heather Mazur.
- Felix DuBois (2012-2024), interpretato da Marc Samuel.
- Book (2022-2023), interpretato da Brad Schmidt.
- Damon Montague (2023), interpretato da Darin Toonder.
- Jackson Montgomery (2023), interpretato da Walt Willey.
- Cyrus Renault (2020-2025), interpretato da Jeff Kober.
- Jagger Cates (1992-1995, 2008, 2024), interpretato da Adam J. Harrington ed in precedenza da Antonio Sabato Jr..
- Brad Cooper (2013-2025), interpretato da Parry Shen.
- Kevin Collins (1993-2004, 2013-2024), interpretato da Jon Lindstrom.
- Lisa Myers (2013-2022), interpretata da Lisa Donahey.
- Dex Heller (2022-2024), interpretato da Evan Hofer.
- Calvin Bennet (2023-2024), interpretato da Kendrick Cross.
- Natalia Ramirez (2024-2025), interpretata da Eva LaRue.
- Lois Cerullo (1993-1997, 2004-2005; 2023-2025), interpretata da Rena Sofer ed in precedenza da Lesli Kay.
- Selina Wu (2015-2017, 2021-2025), interpretata da Lydia Look.

## Citazioni
Il Dr. Gregory House, nella serie Dr. House - Medical Division, è spesso intento a guardare alcuni episodi del serial.